# Arquidiócesis ortodoxa antioqueña de Santiago y todo Chile
La arquidiócesis ortodoxa antioqueña de Santiago y todo Chile es la arquidiócesis de la Iglesia ortodoxa de Antioquía en Chile. Su actual metropolitano es Sergio Abad.
Según su sitio web, la arquidiócesis cuenta con 6 parroquias y 7 sacerdotes en todo Chile.

## Historia
Durante el año 1973 integró el Comité Pro Paz con el fin de proteger los derechos humanos durante la primera etapa de la dictadura de Augusto Pinochet, sin embargo, el 10 de noviembre del año 1975, a través de su representante, Gabriel Salvador, se retiró del mismo, alegando que los sacerdotes católicos que la integraban ayudaban a elementos del Movimiento de Izquierda Revolucionaria (Chile).

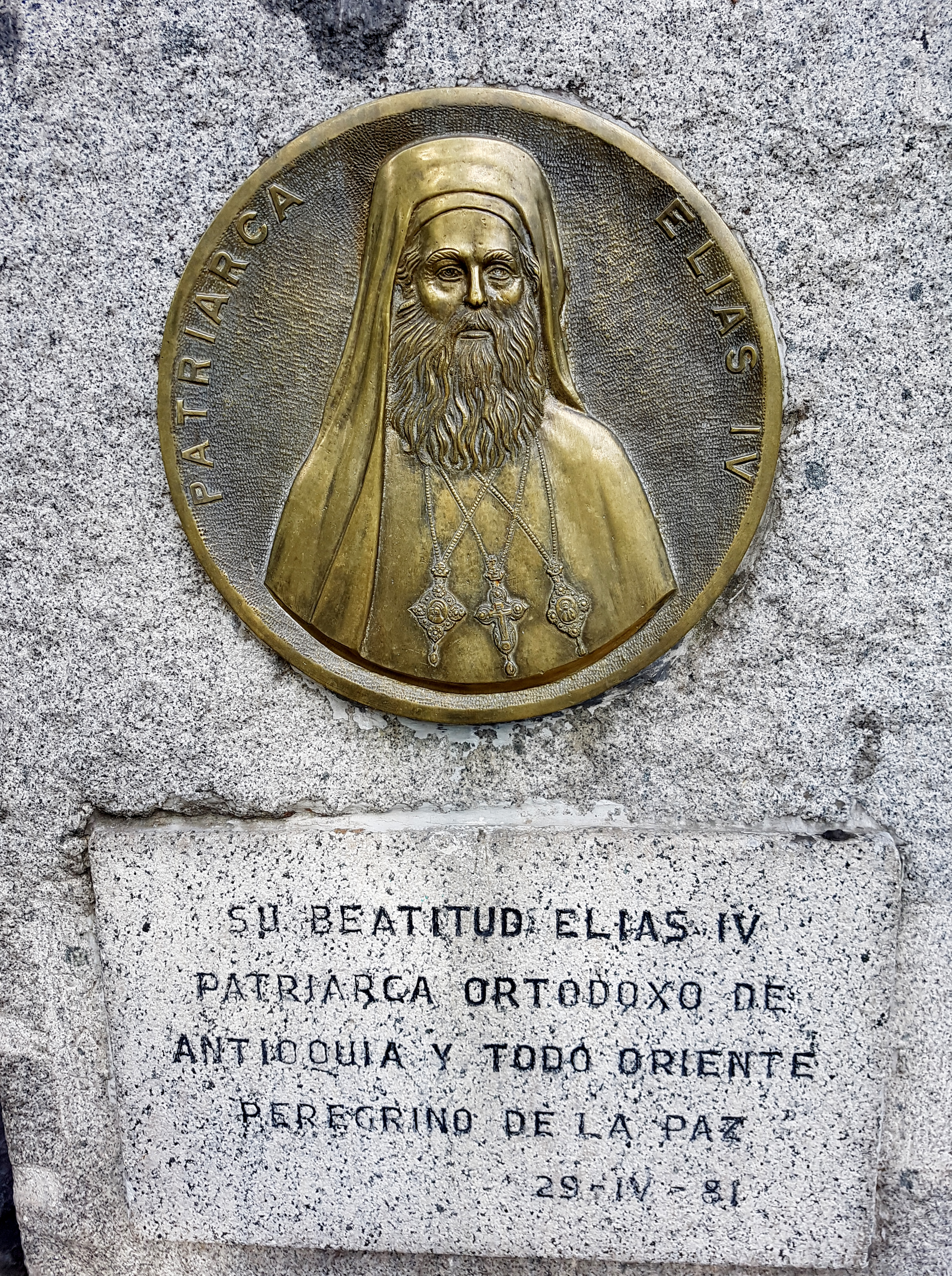
Monumento al Patriarca Elías IV.

En el año 1978 visitó Chile el Patriarca Elías IV de Antioquía, durante dicha visita el Patriarca celebró una Divina Liturgia en la Catedral de San Jorge, asistiendo el general Augusto Pinochet y César Mendoza, regalandole un ícono de la Virgen María al primero, tras la partida del patriarca se le instaló un monumento en una plazoleta junto a la parroquia ortodoxa de la Santísima Virgen María en el año 1981.